# 方拱乾
方拱乾（1596年—1666年），名若策，字肅之，號坦庵，直隸桐城縣人。明末清初政治人物、詩人、學者。

## 生平
万历二十四年（1596年）夏四月初三日出生。萬曆四十六年（1618年）戊午科應天鄉試舉人，崇禎元年（1628年）進士，官至少詹事。崇祯十七年三月十九日，李自成农民军入京，明亡。当时，方拱乾同多數大臣被关押，“以美婢四名贿赂贼将罗姓”，得以逃脱南归。
顺治九年，以江督马国柱推荐，起补弘文院学士，不久升任詹事府少詹事。順治十四年（1657年），以“南闈科場案”獲罪，其五子方章鉞因與主考官方猶“聯宗”而中舉人，皇帝令刑部將方章鉞“速拿來京，嚴行詳審”，後與章鉞發配寧古塔，順治十八年（1661年），因家屬認修京師前門城樓工程，依《大清會典事例》得以贖罪，十月赦還，將別之際，在壁上題下〈書茅屋壁〉一詩，“莫言萬里無人境，兀兀三年認作家。”。康熙元年（1662年）回到江南故土，流寓揚州荷陰客舍，以賣畫為生。同年，因“衰年性健忘，似多漏軼記”，手寫《絕域紀略》。康熙五年（1666年）卒。有六子六女。

## 著作
拱乾好寫詩，在絕域仍“無一日輟吟詠”，留下不少描寫異地史詩，如《鬼妾叹》是描寫黑龍江活人殉葬的陋俗。著有《絕域紀略》、《寧古塔誌》等。